# Hans Baldung
Hans Baldung, kaldet Grien eller Grün (født ca. 1484, død september 1545 i Strassburg), var en tysk maler, kobberstikker og træsnitstegner. Han er særlig knyttet til Strassburg, hvor han vandt borgerret 1509, og hvor han senere, efter et ophold i Freiburg im Breisgau, blev medlem af det store råd. Han stod Albrecht Dürer nær; denne havde Baldungs træsnit med til forhandling på sin nederlandsrejse og sendte ham en hårlok. 
Baldungs første daterede arbejde er et sølvstiftportræt fra 1501 i Baldungs Skitsebog, fra 1507 er hans Sebastiansalter. Hans hovedværk er højaltret i Freiburg im Breisgaus Münster (1516); på forsidens syv tavler fremstilles Maria’s historie, i midten, i kraftig lyseffekt, hendes kroning, på bagsiden Kristi død, andre billeder: Kongernes Tilbedelse, Stefan’s Martyrdød, Kristi Begrædelse i Kaiser-Friedrich-Museum i Berlin, Kristi Fødsel i galleriet i Aschaffenburg, Madonna med Barnet, de to små, gribende Dødningedans-Billeder (1517) i Basel (døden kysser en nøgen kvinde, drager en anden ned i graven) samt Noli me tangere i museet i Darmstadt etc.; desuden udmærkede portrætter: Mandsportrættet i Wiens Hofmuseum, Pfalzgrev Filip i Münchens Pinakotek med flere.
Stærk tilbøjelighed for det storladent-fantastiske, dygtig gengivelse af lysbrydninger, kraftig individualisering og vågen naturiagttagelse er fremherskende træk i Baldungs kunst. Disse egenskaber træder fuldt så stærkt frem i hans (ca. 150) interessante træsnit (en del blade i Københavns Kobberstiksamling) og mange udmærkede tegninger (særlig i Karlsruhes Kobberstiksamling); Kobberstiksamlingen i København ejer flere gode sølvstiftstegninger af ham. Han har endvidere stukket et par kobberstik; var fremragende som glasmaler.